# Szczawny
Szczawny, Potok Szczawny – potok, prawy dopływ Grajcarka.
Zlewnia potoku znajduje się na południowych zboczach masywu Dzwonkówki w Beskidzie Sądeckim, w obrębie miejscowości Szczawnica w województwie małopolskim, w powiecie nowotarskim. Źródło potoku Szczawnego znajduje się na wysokości około 680 m na południowo-wschodnich stokach szczytu Gucki. Spływa niewielką dolinką do ulicy Zdrojowej. Od tego miejsca płynie przez zabudowane obszary Szczawnicy pod ziemią, betonowym korytem. Uchodzi do Grajcarka.